# Stift Sankt Peter (Salzburg)
Das Stift Sankt Peter, auch Erzabtei St. Peter (lateinisch Archiabbatia sancti Petri Salisburgensis) in Salzburg, ist das älteste bestehende Kloster der Österreichischen Benediktinerkongregation und im deutschen Sprachraum allgemein. Die Mönche leben nach der Benediktusregel. Das gesamte Areal (St.-Peter-Bezirk 1 bis 10) ist unter nationalen Denkmalschutz gestellt (§ 2a Denkmalschutzgesetz, BGBl. I Nr. 170/1999).

## Geschichte
St. Peter wurde vom heiligen Rupert um 696 zur Mission in den Südostalpen gegründet bzw. wiederbelebt. Funde von Mauerresten unter dem Altar der heutigen Stiftskirche, welche auf das fünfte Jahrhundert datiert wurden, deuten darauf hin, dass schon zu Zeiten des hl. Severin an dieser Stelle ein erster kirchlicher Bau vorhanden war, der vermutlich von einer kleinen romanischen Mönchsgemeinschaft erbaut und von Rupert erweitert wurde. Bis 987 war das Amt des Salzburger Bischofs mit dem des Abtes durch Personalunion verbunden, doch blieb St. Peter trotz der in diesem Jahr erfolgten Trennung der beiden Ämter noch bis 1110 Residenz des Erzbischofs.
Im Mittelalter war das Stift Sankt Peter wegen seiner zentralen Lage, weitläufigen Besitzungen und hervorragenden Petersschule bekannt. Es ist auch das Mutterkloster der Benediktinerabtei Admont in der Steiermark. 1074 wurden 12 Mönche von St. Peter nach Admont gesandt, um dort ein klösterliches Leben zu beginnen. Das Frauenkloster der Petersfrauen bildete mit St. Peter von 1130 bis 1583 ein Doppelkloster. Im 15. Jahrhundert schloss sich das Stift der Melker Reform an. 1622 errichtete Erzbischof Paris von Lodron die Benediktiner-Universität Salzburg, die bis zu ihrer Aufhebung 1810 räumlich und personell mit dem Kloster eng verbunden war. Viele der Professoren waren Benediktinermönche von St. Peter.

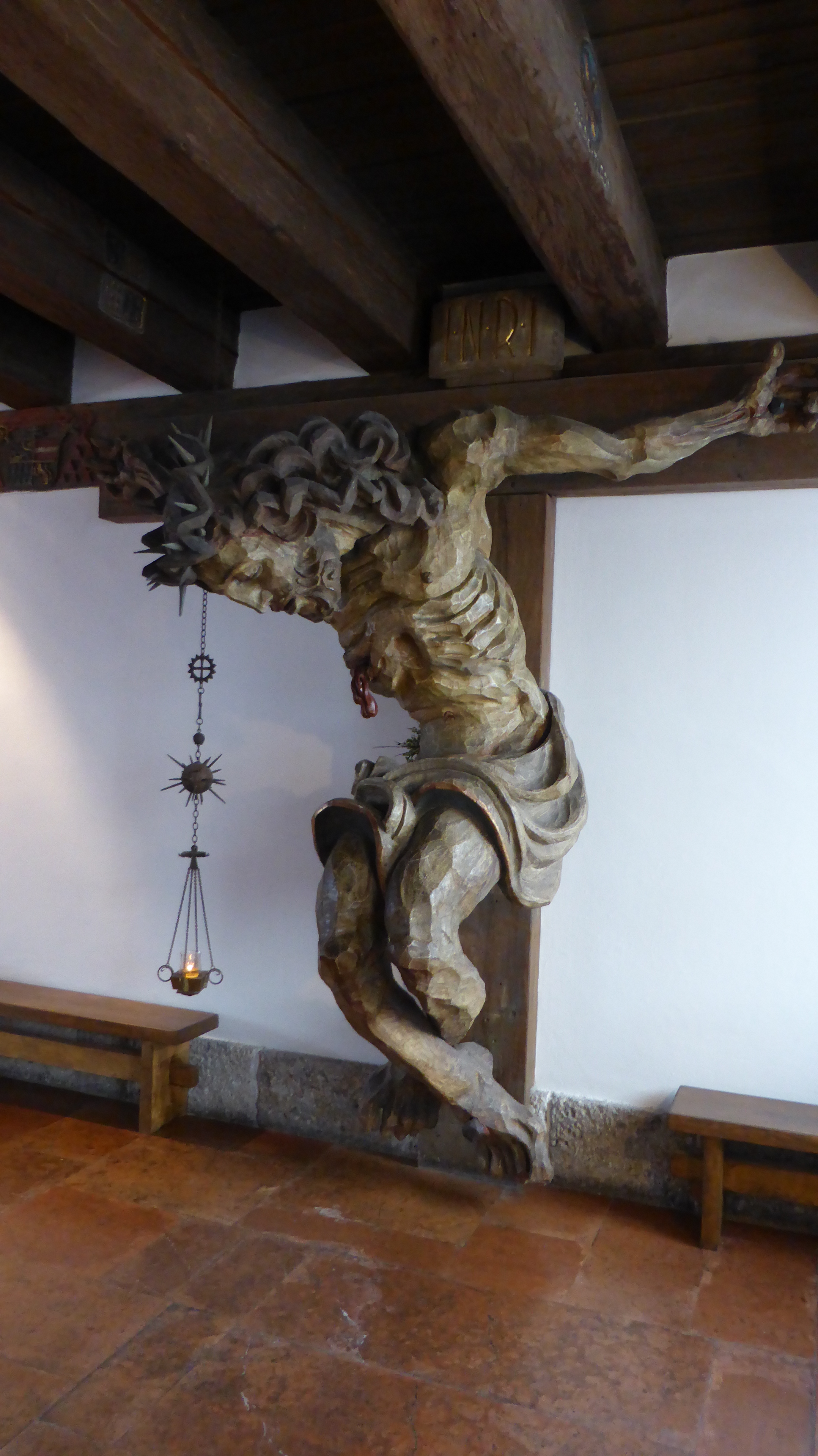
Christusfigur von 1925 im Gebäude des Kolleg St. Benedikt von Jacob Adlhart

1927 erfolgte die Erhebung zur Erzabtei als Folge der Bemühungen zur Gründung des Kolleg St. Benedikt im Jahr 1926. In der Zeit der nationalsozialistischen Herrschaft wurde das Stift am 6. Januar 1941 beschlagnahmt und ab dem Zeitpunkt sukzessive enteignet. Beinahe alle Mönche wurden vertrieben, aber das Kloster wurde kirchenrechtlich nicht aufgehoben. Der Großteil der Mönche kehrte 1945 zurück.
Am 30. Jänner 2013 wählte der Konvent des Stiftes Prior Korbinian Birnbacher zum neuen Erzabt von St. Peter. Er erhielt am 21. April 2013 in der Stiftskirche die Abtsbenediktion durch den Salzburger Erzbischof. Er ist zudem ein Vorsitzender der Österreichischen Ordenskonferenz, in der die 106 Frauen- und 86 Männerorden des Landes organisiert sind.
Am 15. Februar 2025 wurde Birnbachers bisheriger Stellvertreter, Prior Jakob Auer, zum neuen Erzabt gewählt. Auer trat sein Amt am 12. April 2025 an.
Der Erzabtei gehören zurzeit 23 Mönche an (Stand: April 2025).
Siehe auch: Liste der Äbte des Stifts Sankt Peter

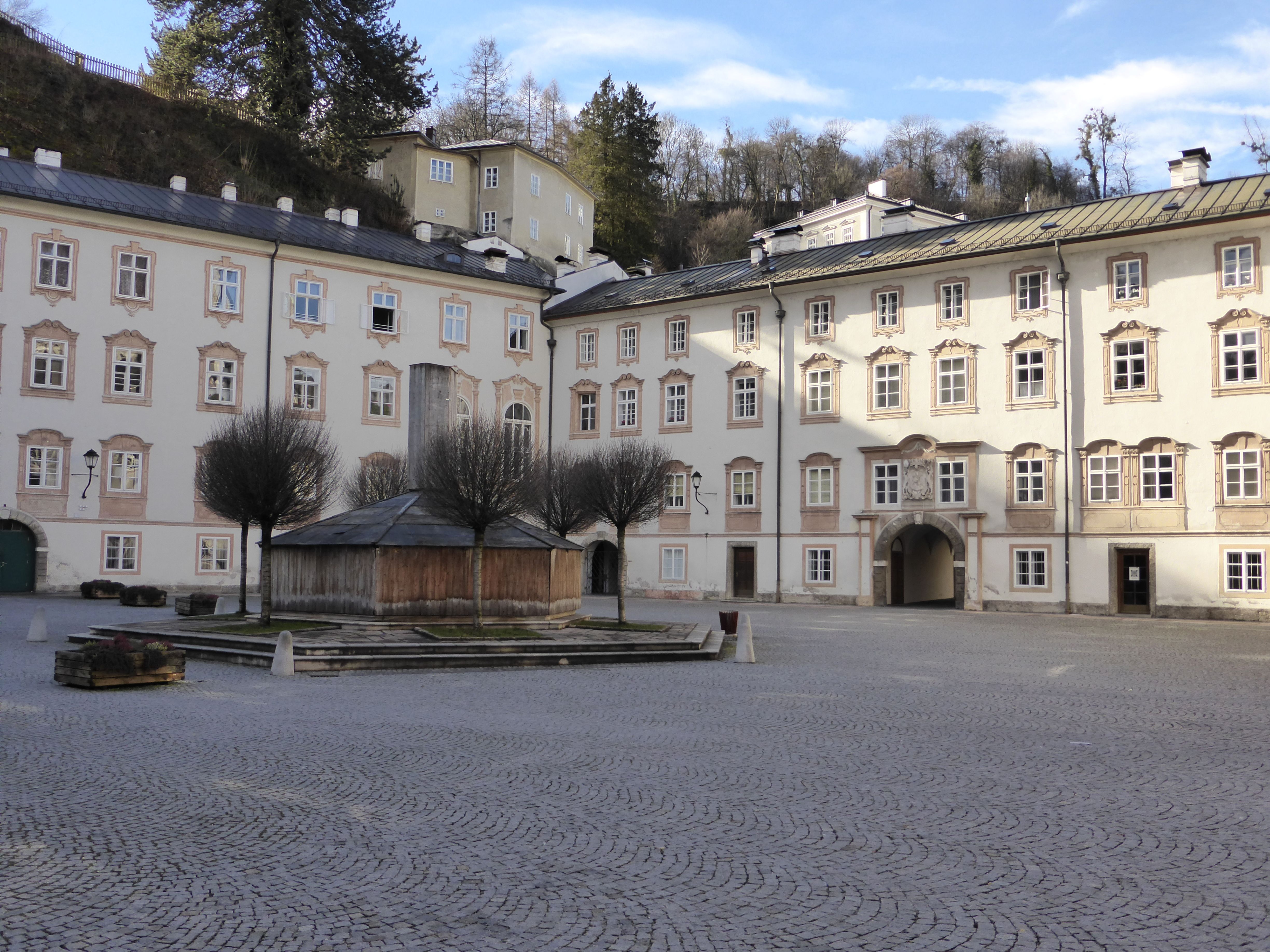
Innenhof der Abtei
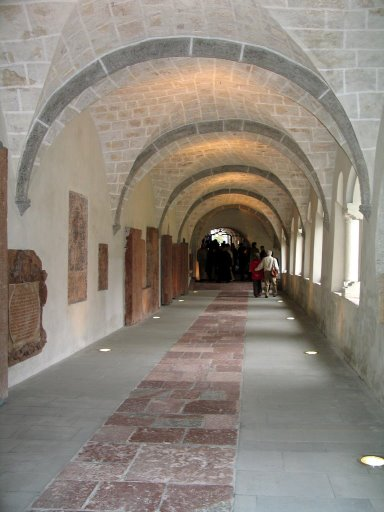
Kreuzgang
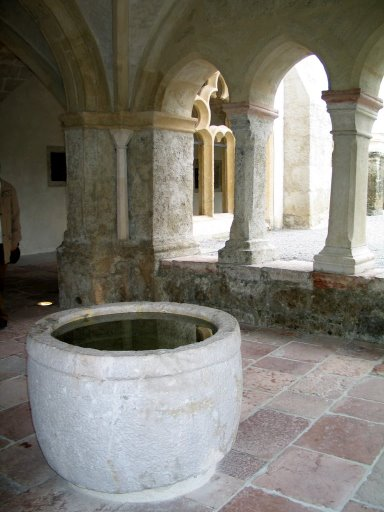
Brunnenhaus

## Stiftskirche
Die erste Klosterkirche von St. Peter wurde um 696 errichtet, als Rupert (Hruodpert) die dort vermutlich seit der Spätantike bestehende romanische Klostergemeinschaft erneuerte. Die heutige Kirche geht im Kern auf einen Bau zurück, der 1125–1143 erbaut und 1147 geweiht wurde.
Der mächtige Kirchturm, der um 1400 romanisierend erhöht wurde, stammt im Kern aus dem 9. Jahrhundert.
Die Hauptorgel wurde 1444 vom Mainzer Orgelbauer Heinrich Traxdorf auf den Lettner errichtet. Die gotischen Kreuzrippengewölbe sind in der Vorhalle erhalten. Im Stil der Renaissance wurde die Kirche selbst 1605/06 umgestaltet, 1619/20 eingewölbt und 1622 mit einer schlanken Vierungskuppel versehen. Der unverwechselbare barocke Zwiebelturm wurde unter Abt Beda Seeauer 1756 errichtet. Die beiden Hochaltäre sind wesentlich von Martin Johann Schmidt („Kremser-Schmidt“) gestaltet. Bekannt ist auch der Maria-Säul-Altar mit einer Madonna von 1425. Das Innere der Kirche ist 1760–66 durch Roccaillestuck und Deckenbilder mit reicher Rokokoausstattung unter Mitarbeit von Franz Xaver König, Lorenz Härmbler, Johann Högler, Benedikt Zöpf und anderen im Rokokostil neu gestaltet worden, doch bleibt die romanische Baustruktur gut erkennbar. Das prunkvolle Rokokogitter wurde von Philipp Hinterseer gestaltet.

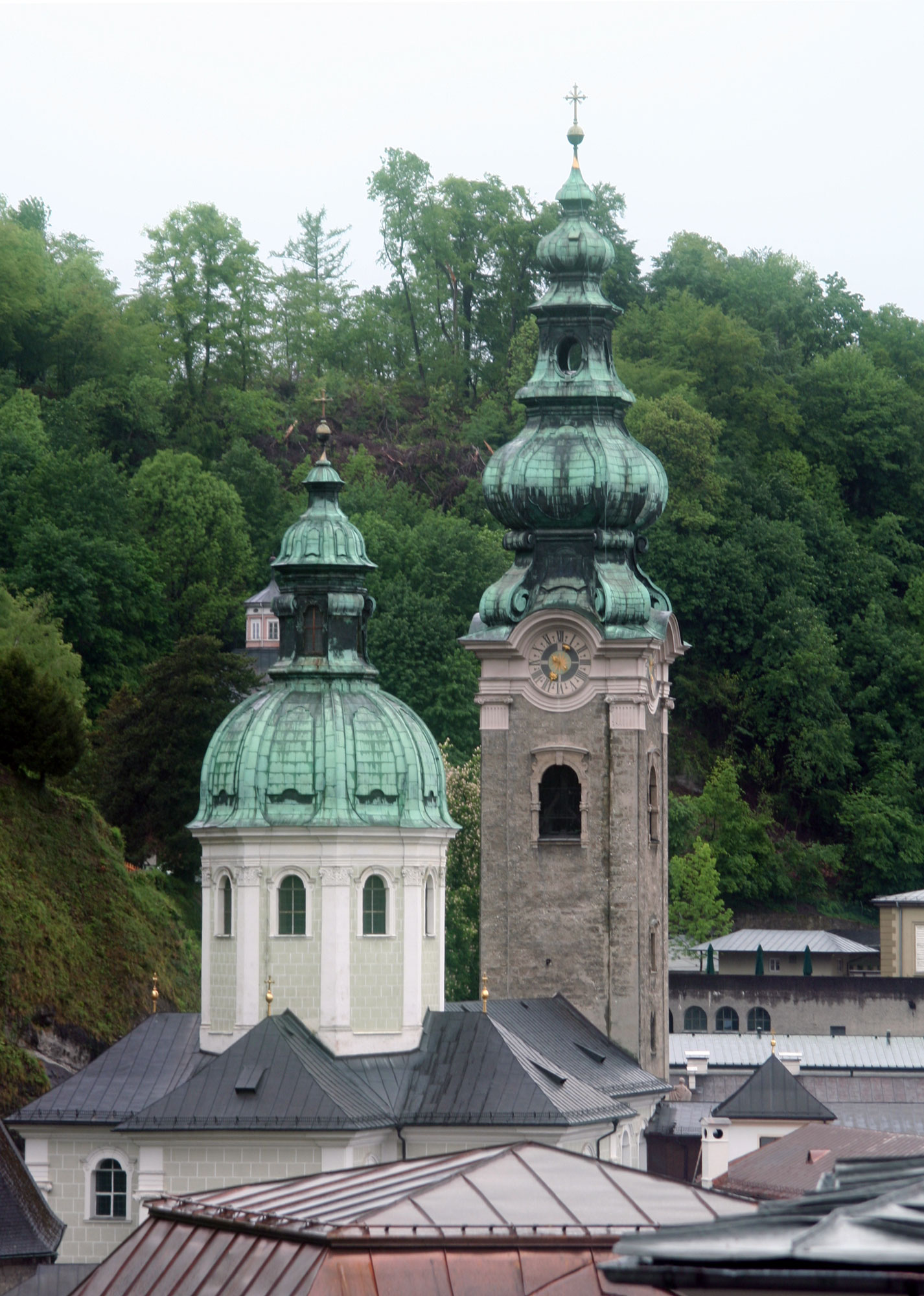
Stiftstürme
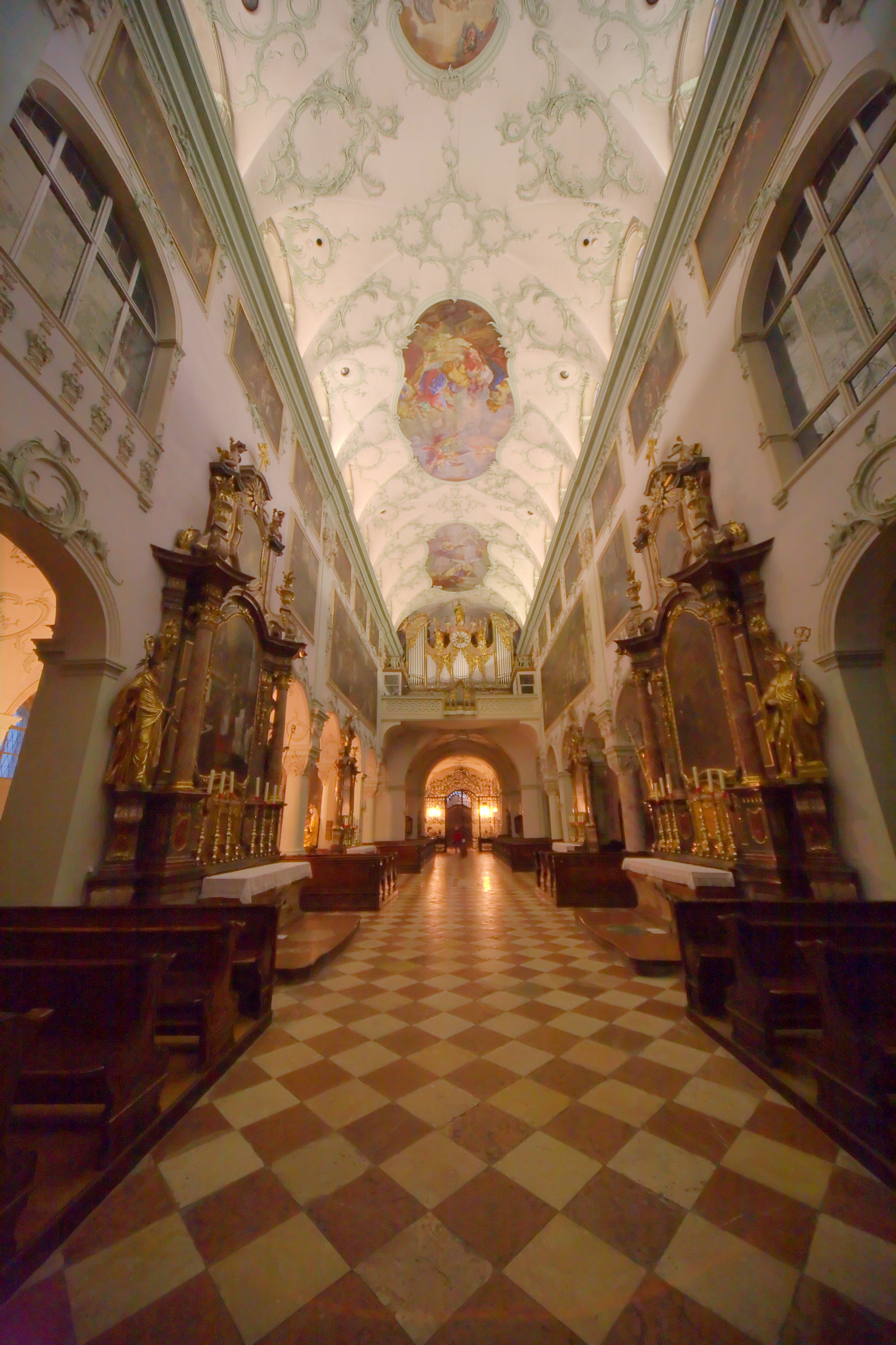
Mittelschiff der Kirche
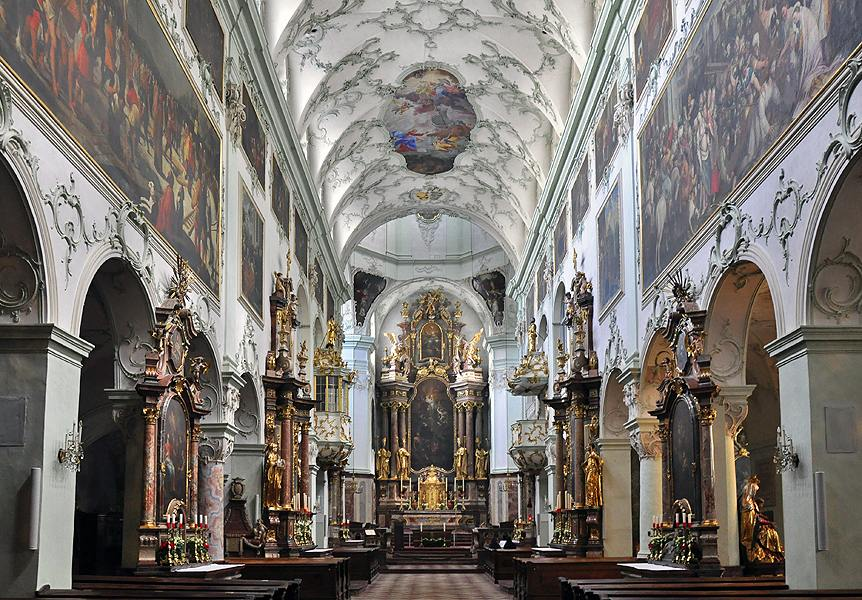
Mittelschiff mit Hauptaltar

Nördlich und südlich der Vorhalle befinden sich zwei Kapellen: die Wolfgangkapelle (Aufstellungsort des Heiligen Grabes) und die Heiliggeistkapelle (heute eine Kerzenkapelle).
Die kleine Katharinenkapelle (Mariazeller Kapelle), gestiftet 1215 durch Herzog Leopold VI., ist an den südlichen Querarm der Kirche angebaut und wurde 1227 geweiht. Sie besitzt Kreuzgratgewölbe. Die Rokokostuckaturen von 1792 wurden von Peter Pflauders ausgeführt.
Die nahe Marienkapelle (früher St. Veitskapelle genannt), eingebaut in den Klosterbezirk St. Peter hat ihren gotischen Geist zur Gänze bewahrt; heute verrichten die Mönche das Stundengebet in dieser Kapelle. Es ist das wohl älteste erhaltene gotische Bauwerk der Stadt. Hier liegt Abt Johannes Staupitz († 1524) begraben, der einst (als in Erfurt wirkender Augustiner) der Ordensobere von Martin Luther war.

### Stiftsmusik St. Peter
Das Kloster St. Peter ist seit jeher für seine Musikkultur bekannt. Mozarts Große Messe in c-Moll soll in der Stiftskirche, vermutlich am 26. Oktober 1783 mit seiner Frau Constanze als Sopran-Solistin, uraufgeführt worden sein. Die Stiftsmusik und die Stiftskantorei St. Peter tragen heute wesentlich zur Gestaltung kirchlicher Feste bei. Vor allem Werke von Haydn, W. A. Mozart und anderen (auch zeitgenössischen Komponisten) kommen zur Aufführung.

### Petersfriedhof
Die volkstümlich „Katakomben“ genannten Gebetshöhlen im Felsen, der die Nordmauer des Friedhofs darstellt, sind nicht Katakomben im wörtlichen Sinn: dazu müssten sie unterirdisch sein. Dennoch sind sie glaubwürdige Spuren von Salzburgs christlicher Urgemeinde. Christen beteten hier bereits vor der Ankunft des hl. Rupert und durch viele weitere Jahrhunderte hindurch. In der St.-Gertrauden-Kapelle, die sich in einer Felsenhöhle befindet, wurde ein Altar 1178 geweiht. Auf dem am Kloster angeschlossenen Friedhof sind die ältesten erhaltenen Bauten von Salzburg aufzufinden. Lage, Denkmäler und gepflegte Gräber machen den Friedhof zu einem der eindrucksvollsten in Mitteleuropa. Mozarts ältere Schwester Maria Anna und Michael Haydn wurden dort begraben. Georg Trakls stimmungsvolles Gedicht darüber (Ringsum ist Felseneinsamkeit...) ist international bekannt.

## Bibliothek, Archive, Museum

### Bibliothek

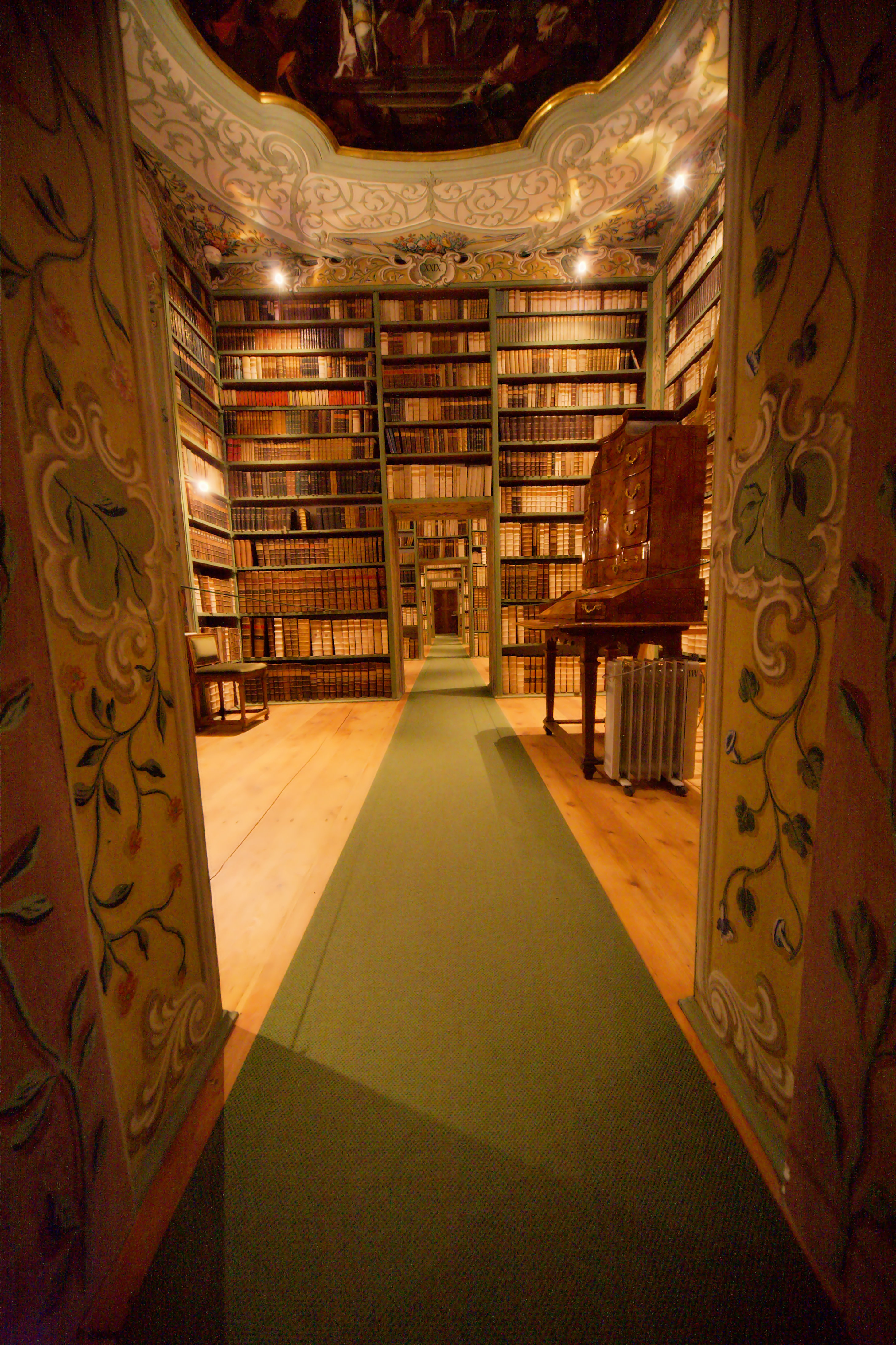
Blick durch die Zellenbibliothek

St. Peter beherbergt die älteste Bibliothek Österreichs. Die kostbarste unter den 800 Handschriften ist das Verbrüderungsbuch, das 784 von Bischof Virgil angelegt wurde. Durch kontinuierlichen Ausbau ist die Bibliothek auf 100.000 Bände angewachsen, wobei Werke über benediktinisches Mönchtum, mittelalterliche Kirchengeschichte, Kunstgeschichte und Salisburgensia die Sammelschwerpunkte bilden. Sonderbestände bilden die Inkunabeln und Frühdrucke, sowie die Graphiksammlung mit der Andachtsbildchensammlung des P. Gregor Reitlechner und die Landkartensammlung.
Nach stetigem Ausbau der Büchersammlung und der Beteiligung des Stiftes an der Gründung des Akademischen Gymnasiums (1617) und der Paris-Lodron Universität (1622) wurden Buchbestände durch die Eröffnung der Oberen Bibliothek (1653) für Studenten zugänglich gemacht. Sie ist heute noch in Verwendung und befindet sich über der mittelalterlichen Veits- oder Marienkapelle. 1660 folgte ein zweiter, angrenzender Saal. Als um das Jahr 1700 die Obere Bibliothek nicht mehr den Anforderungen genügte, wurde die sogenannte Zellenbibliothek (sieben Räume mit offenem Durchgang) ein Stock tiefer und im Kapitelplatzgang eingerichtet und 1772 abgeschlossen. Diese eher „intimen“ Räume sind reichlich mit Deckenbildern, Emblemen, Lemmata und den Abtswappen geschmückt. Ein Verzeichnis aus dem Jahr 1793 nennt 17.000 Bände in der Oberen Bibliothek und 14.000 in der Unteren.
Die Prälatur (Abtswohnung) ist an sich immer wieder als Bibliotheksraum in Verwendung gewesen, seit dem 20. Jh. allerdings nicht mehr. Die Äbte Martin Hattinger und Dominikus von Hagenauer kauften in großem Umfang; Hagenauers Prälaturbestand umfasste 935 Bände.
Im 19. Jh. wurden mehrere Kataloge angelegt, allerdings blieben sie Vorstufen zur epochalen bibliothekarischen Leistung des Schweizer Weltpriesters Johann Baptist Näf, der in vierzehnjähriger Arbeit (1872–1886) einen 13-bändigen Gesamtkatalog erstellte.
Als 1941 Ernst von Frisch, der Direktor der Salzburger Studienbibliothek, die Verantwortung für die Bibliothek der Erzabtei übernahm, zählte die Sammlung 90.000 Bände und 2.100 Handschriften. Die klösterlichen Bestände sollten deswegen mit denen der Studienbibliothek zusammengeführt werden, weil es im Nationalsozialismus nur eine einzige wissenschaftliche Bibliothek im Gau Salzburg geben sollte.

### Archiv
Das Archiv dient der Verwaltung des Stiftes und der Erforschung seiner Geschichte. Es enthält schriftliche Aufzeichnungen vom 8. bis zum 21. Jahrhundert und umfasst folgende Bestände:
- Urkundenreihe: ca. 4300 Urkunden bis zum Jahr 1700
- Handschriftenreihe A: Chroniken, Tagebücher, Kapitelprotokolle, Visitationen, Stiftungen, Nekrologe und Roteln, Inventare, Rechnungsbücher
- Handschriftenreihe B: Amtsbücher der Grundherrschaft (Urbare, Grundbücher, Geschäftsbücher des Hofrichters).
- Akten: Unterlagen und Korrespondenzen der Äbte, der Konventualen, der Kämmerei und anderer Verwaltungsstellen des Stiftes; Grundherrschaftsakten
- Sammlungen: Fotos, Karten und Pläne

### Musikarchiv
Bedingt durch den Kontakt mit bedeutenden Salzburger Musikern besitzt St. Peter eine bedeutende, auch autographe Überlieferung mit Werken von Johann Ernst Eberlin, Anton Cajetan Adlgasser, Leopold und Wolfgang Amadeus Mozart, Johann Michael Haydn, Sigismund von Neukomm, Robert Führer und Karl Santner.

### Museum St. Peter und weitere Sammlungen
Die Kunstschätze des Stifts erstrecken sich über Buchkunst, Malerei, Plastik und Malerei. Nur ein kleiner Teil davon wird im Museum St. Peter im Rahmen des 2014 eröffneten Museumskomplexes DomQuartier Salzburg ausgestellt. Zu sehen sind ausgewählte Objekte aus Archiv und Bibliothek sowie den umfangreichen klösterlichen Sammlungen: Andachtsbildchensammlung, Kunstsammlung, Fotosammlung, Gemäldesammlung, Graphiksammlung, Kirchenschatz, Kunsthandwerk, Mineraliensammlung, Möbeldepot, Musikinstrumentensammlung, Münzenkabinett, Naturalienkabinett.
Besondere Dimensionen und Bedeutung hat der Bestand an Gemälden vom Kremser Schmid, der von 1775 bis zu seinem Tod (1801) Aufträge im gewaltigen Ausmaß vom Kloster bekam; mehr als 35 Werke von ihm sind in St. Peter erhalten.
Die Sammlung umfasst auch liturgisches Altargerät, Pontifikalien und Reliquiare. In der Weltwirtschaftskrise wurden einige Gegenstände an die berühmtesten Museen der Welt verkauft; das berühmteste Exponat ist wohl das Bursa Reliquiar des 10. Jahrhunderts, das heute im Metropolitan Museum in New York lagert.

## Besonders bedeutende Persönlichkeiten

### Äbte und Erzäbte
Seit dem Jahr 2025 ist Jakob Auer Erzabt von St. Peter.

### Mönche
- Martin Steineck (1586–1659) Theologe und Prior
- Michael Lori (1728–1808), Mathematiker, Theologe und Hochschullehrer
- Vital Mösl (1735–1809), Philosoph und Stiftsarchivar
- Johannes Evangelist Hofer (1757–1817), Universitätsprofessor für Bibelwissenschaft
- Corbinian Gärtner (1751–1824), Universitätsprofessor, Jurist und Historiker
- Johannes Gries (1808–1855) und Jakob Gries (1808–1865), Botaniker
- Amand Jung (1814–1889), Historiker
- Petrus Egerer (1820–1897), Geistlicher, Schriftsteller und Erzieher
- Albert Mussoni (1837–1897), Bibelwissenschaftler
- Thiemo Nussbaumer (1825–1900), Gründer und Redakteur der Tageszeitung Salzburger Chronik
- Edmund Hager (1829–1906), Generaldirektor des Kindheit-Jesu-Werkes, der Don Bosco Österreichs
- Gislar Egerer (1844–1911), Schriftsteller im Fach Homiletik und klassischer Philologie
- Pirmin Lindner (1848–1912), Historiker und Bibliothekar
- Gregor Reitlechner (1849–1929), Seelsorger und Fachschriftsteller
- Josef von Strasser (1870–1939), Stiftsarchivar und Herausgeber der Studien und Mitteilungen zur Geschichte des Benediktinerordens und seiner Zweige
- Vital Jäger (1858–1943), Naturwissenschaftler und Numismatiker
- Adalbero Raffelsberger (1907–1952), Pionier der Liturgischen Bewegung
- Bruno Spitzl (1887–1962), Militärgeistlicher im Ersten Weltkrieg, Monarchist
- Benedikt Probst (1898–1973), Dekan der Theologischen Fakultät Salzburg
- Maurus Schellhorn († 1973), Dekan der Theologischen Fakultät Salzburg, Superior in Maria Plain
- Anselm Schwab (1910–1983), Leiter des Österreichischen Liturgischen Instituts, Generalsekretär der catholica unio, Superior in Maria Plain
- Friedrich Hermann (1913–1997), Archivar und Professor für Kirchengeschichte

### Opfer des Nationalsozialismus aus dem Konvent
- Romuald Gottfried Neunhäuserer (1882–1941): in der Pflegeanstalt Hartheim bei Linz vergiftet.[17]
- Cölestin Förtsch (1896–1944): wegen monarchistischer Gesinnung im KZ Ravensbrück in Haft, danach in das KZ Ravensbrück übergeben; am 10. Februar 1944 im Außenlager Barth ermordet.[18]
- Anton Johann Fuchs (1886–1971): als Laienbruder in Martinsbühel Gärtner; 1939 durch die Gestapo wegen angeblich legitimistischer Gesinnung verhaftet. Er verbrachte 17 Monate im Innsbrucker Gefängnis, saß dann bis August 1944 im Gefängnis von Landshut, bis er entlassen wurde.[19]
- Bruno Rudolf Spitzl (1887–1962): der ehemalige Militärgeistliche wirkte in Wien als Pfarrer und wurde zwei Mal verhaftet, 1938 aufgrund seines legitimistischen Standpunktes und 1942 aufgrund einer von ihm gehaltenen Maipredigt in Wien Reindorf. Er wurde wiederholt Verhören durch die Gestapo unterzogen.[20]
- Petrus Josef Grader (1904–1976): als Kaplan in Dornbach (ab 1931) wegen seiner Predigttätigkeit dreimal vor die Gestapo zitiert und verhaftet. Er erhielt ein Verbot von Schultätigkeit.[21]
- Hartwik Eduard Josef Schwaighofer (1903–1992): als Kirchenrektor von St. Leonhard bei Grödig (Juli 1939 bis September 1941) bekam er am 28. April 1941 Schulverbot.[22]
- Alkuin Johannes Stark (1903–1991): Seine Eltern wurden in Deutschland durch die NSDAP verfolgt, folglich versetzte man P. Alkuin zu seinem Schutz 1936 nach Einsiedeln (Schweiz). Von dort musste er nach Argentinien auswandern.[23]
- Gregor Martin Seethaler (1912–1989): der Kaplan in Abtenau (von 1939 bis 1941) musste auf Anordnung der Gestapo nach Dornbach versetzt werden.[24]

### Persönlichkeiten im Umfeld des Stiftes
- Franz de Paula Hitzl (1738–1819), Bildhauer
- Karl Santner (1819–1885), Komponist und Beamter
- Johann Piger (1848–1932), Bildhauer
- Peter Behrens (1868–1940), Architekt des Kollegs St. Benedikt im St. Peter-Bezirk
- Franz Martin (1882–1950), Kunst- und Landeshistoriker
- Franz Wagner (1872–1960), ein Begründer der Altstadtsanierung von Salzburg
- Adolf Hahnl (* 1938), Kunsthistoriker und Bibliothekar

## Institute in St. Peter
- Unter Abt Petrus Klotz wurde, im Zusammenhang mit der Wiederbelebung der Benediktineruniversität von Salzburg, im Jahr 1926 ein Studienkolleg der Benediktiner im Stift St. Peter eröffnet.
- Um deutschsprachigen Benediktinern und Benediktinerinnen die Möglichkeit zu geben, sich in monastischen Themen fortzubilden, hat die Salzburger Äbtekonferenz 2000 das Institut für Benediktinische Studien errichtet. Es dient der Erforschung der Benediktsregel und der Abhaltung von Kursen. Die Leitung hat Sr. Michaela Puzicha OSB inne.
- St. Peter gehört durch die Tätigkeit des P. Adalbero Raffelsberger zu den Pionieren der Liturgischen Bewegung in Österreich. Das Liturgische Institut gibt die Zeitschrift Heiliger Dienst heraus. 2014 wurde das Institut der Österreichischen Bischofskonferenz angegliedert.
- Von 1911 bis 1925 war die Redaktion der Zeitschrift Studien und Mitteilungen zur Geschichte des Benediktinerordens und seiner Zweige in St. Peter beheimatet.

## Stiftspfarren und Kirchen
| Inkorporierte Pfarren | Betreute Kirchen                  | Ehemalige inkorporierte Pfarren |
| --------------------- | --------------------------------- | ------------------------------- |
| Pfarre Abtenau        | Seelsorgsstelle Lungötz           | Pfarre Dornbach (Wien)          |
| Pfarre Annaberg       | St. Michael (Salzburger Altstadt) | Pfarre Hallein                  |
| Pfarre Russbach       | Wallfahrtskirche Maria Plain      |                                 |
| Pfarre Grödig         |                                   |                                 |
| Pfarre Wieting        |                                   |                                 |
| Pfarre Kirchberg      |                                   |                                 |

## Ehemalige und aktuelle Wirtschaftsbetriebe
Die Entwicklung der Stadt Salzburg hing zu einem beträchtlichen Teil von kirchlichen Institutionen wie St. Peter und dem Dom ab. In den Jahren 1137 bis 1143 ließen das Salzburger Domkapitel und das Stift einen Stollen durch den Mönchsberg graben. Domkapitel und Stift – später auch der Erzbischof – trugen als drei Almherren gemeinsam die Verantwortung für den Salzburger Almkanal. Ebenso hatte das Stift einen „hervorragenden Anteil“ an der Erschließung der Salinen um Salzburg und spielte eine gewichtige Rolle als Gewerke im Erzbergbau.
Die wirtschaftliche Grundlage des Klosters verändert sich je nach Epoche; insgesamt trugen in diversen Zeitaltern die Einnahmen aus folgenden Wirtschaftszweigen zur Erhalt des Klosters und seiner zahlreichen Initiativen bei:

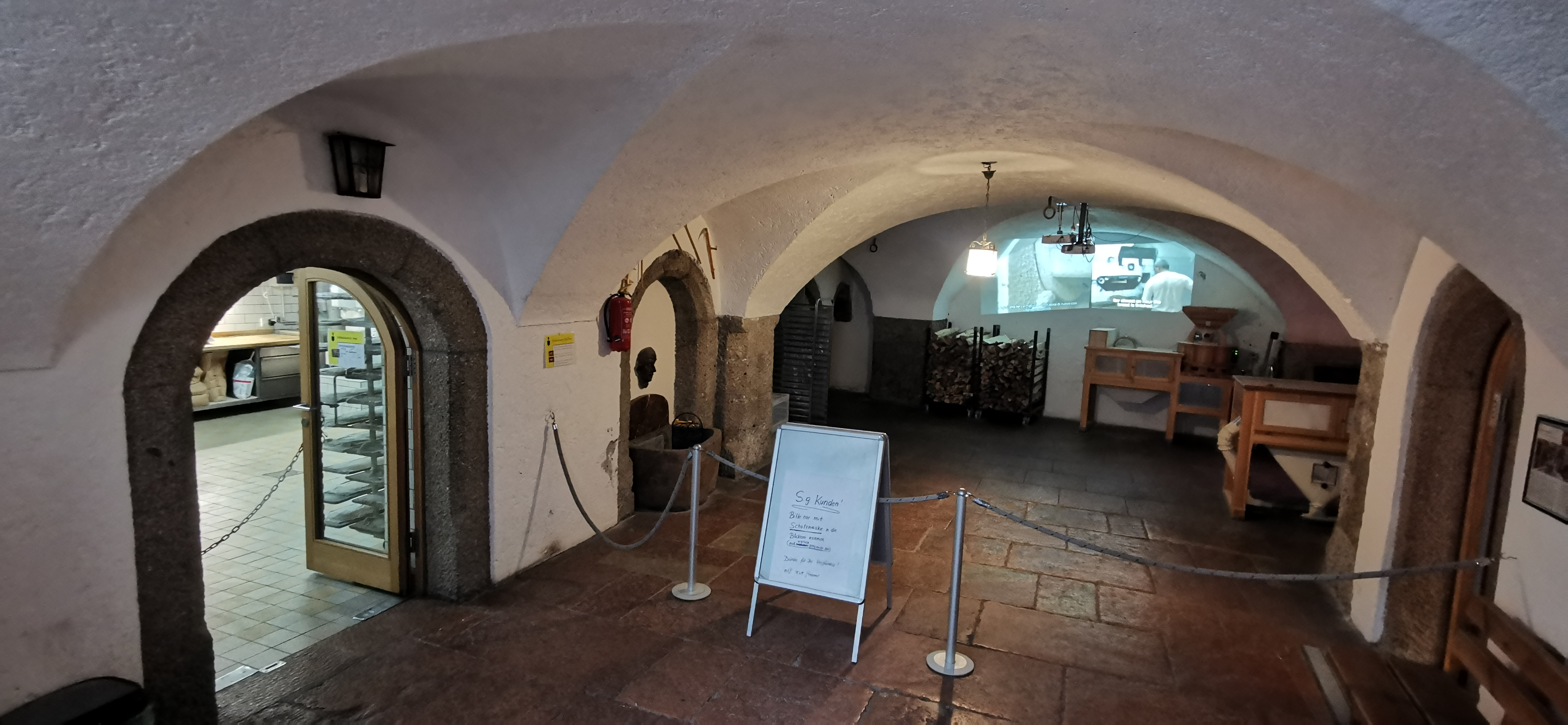
Stiftsbäckerei

- Salzproduzent und Montanunternehmer (12.–18. Jahrhundert)
- Propstei Wieting in Kärnten: Land- und Forstwirtschaft, Eisenverarbeitung
- ehemals Weingüter in Krems, Oberarnsdorf und (bis heute:) Dornbach[27]
- Aiglhof-Gärtnerei[28]
- Verlag St. Peter[29]
- Stiftsbäckerei mit Wassermühle[30]
- Vermietung von Wohnungen und Gewerbeimmobilien
- Weitere Land- und Forstwirtschaft

Der benediktinischen Tradition entsprechend bleibt die Erzabtei St. Peter heute noch Trägerin von umfangreichen Wirtschaftsbetrieben.

### Gastronomie
- Die (verpachtete) Gaststätte innerhalb der Klostermauern nennt sich Stiftskulinarium St. Peter und nimmt für sich aufgrund der urkundlichen Erwähnung im Jahre 803[32] in Anspruch, älteste Gaststätte Mitteleuropas zu sein.
- Stiftsbäckerei
- Gasthof Daxlueg[33] am  Heuberg

## Ehemalige Landsitze der Äbte
- Aiglhof
- Petersbrunn
- Edmundsburg
- Goldenstein